# Niigata (stad)

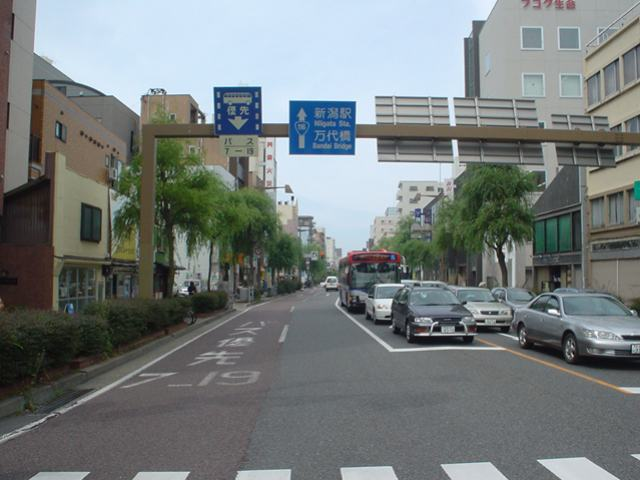
Straten van Niigata met wilgen

Niigata (Japans: 新潟市, Niigata-shi) is een Japanse stad. Het is de hoofdstad van de prefectuur Niigata en is tevens de grootste stad van die prefectuur. Niigata is ook de grootste stad aan de Japanse Zee. In 2007 werd het een decretaal gedesigneerde stad. Het aantal inwoners bedraagt ruim 812 duizend.

## Geschiedenis
Sinds de Jomonperiode wonen er mensen in Niigata. Volgens de Nihonshoki werd er in 647 een fort gebouwd. Het gebied werd echter pas belangrijk nadat er in de 16e eeuw een haven was gebouwd. Niigata bloeide als havenstad en werd een van de vijf havens die geopend werden voor internationale handel in het vriendschaps- en handelsverdrag tussen Japan en de USA in 1858.

### Twintigste eeuw
In 1929 werd de Bandaibrug over de Shinano voltooid. Hiermee werden Niigata op de oostelijke oever en Nuttari op de westoever met elkaar verbonden. Het gebied rond de Bandaibrug werd daarmee het stadscentrum.
Niigata was een van de vijf kandidaat-steden, naast Kioto, Hiroshima, Kokura en Nagasaki, die aan het eind van de Tweede Wereldoorlog waren uitgekozen als doelwit van de aanval met een atoombom om zo Japan tot capitulatie te dwingen. De stad viel af als doelwit in verband met het onbetrouwbare weer en de afstand tot de Amerikaanse strijdkrachten. Kokura was het oorspronkelijke doel voor de tweede bom, en niet Niigata, zoals sommige semi-historische verhalen willen doen geloven.

Op 16 juni 1964 om 01:23 Japanse tijd werd Niigata getroffen door een aardbeving met een kracht van 7,5 op de schaal van Richter. Hierbij werden 29 mensen gedood, 1.960 gebouwen werden geheel vernield, 6.640 gebouwen werden gedeeltelijk vernield en ruim 15.000 gebouwen liepen schade op of overstroomden.

In 1965 werd de rivier Agano die door Niigata loopt vervuild met methylkwik in het afvalwater van de chemische fabriek van Showa Denko. Meer dan 690 mensen vertoonden symptomen van de minamataziekte, een neurologische aandoening als gevolg van kwikvergiftiging.

### Eenentwintigste eeuw
Tijdens de Chuetsu-aardbeving in 2004 die een kracht van 6,8 op de schaal van Richter had, werd vooral het centrale deel van de prefectuur Niigata getroffen en in veel mindere mate de stad Niigata. De stad was bij deze aardbeving vooral uitvalsbasis voor de hulpverlening.
Niigata groeide tussen 2001 en 2005 door een aantal gemeentelijke herindelingen. Op 1 april 2007 werd het de eerste stad aan de Japanse Zee met de status van decretaal gedesigneerde stad.

Op 16 juli 2007 om 10:13 uur lokale tijd werd Niigata getroffen door een aardbeving met een kracht van 6,8 op de schaal van Richter waarvan het epicentrum voor de kust van de stad lag. De aandacht ging bij deze aardbeving vooral uit naar de stad Kashiwazaki en de kerncentrale aldaar waar brand en het lekken van radioactief materiaal werd gemeld.

## Klimaat
In de winter kent de stad vaak een hoge luchtvochtigheid als gevolg van de noordoostelijke wind over de Japanse Zee. Andere delen van de prefectuur Niigata hebben hierdoor veel sneeuw. Dit is minder het geval voor de stad Niigata door haar lagere ligging. In de zomer brengt de zuidenwind vaak hoge temperaturen. Tyfoons veroorzaken in het algemeen een föhn waardoor dit deel van Japan wat hogere temperaturen kent dan de rest van het land.

## Geografie
Niigata ligt in een vruchtbare kustvlakte aan de Japanse Zee, tegenover het eiland Sado. Door de stad lopen twee rivieren, de Shinano en de Agano. De stad heeft door deze ligging als bijnaam de "Waterstad" "(水の都 Mizu-no-miyako).
Een andere bijnaam van Niigata is "Wilgenstad" (柳の都 Yanagi-no-miyako of 柳都 Ryuto). Deze bijnaam heeft de stad te danken aan de wilgen langs de (gedempte) grachten van de stad.

## Wijken
Niigata heeft acht wijken (ku):
- Akiha-ku (秋葉区)
- Chūō-ku (中央区)
- Higashi-ku (東区)
- Kita-ku (北区)
- Kōnan-ku (江南区)
- Minami-ku (南区)
- Nishikan-ku (西蒲区)
- Nishi-ku (西区)

## Transport

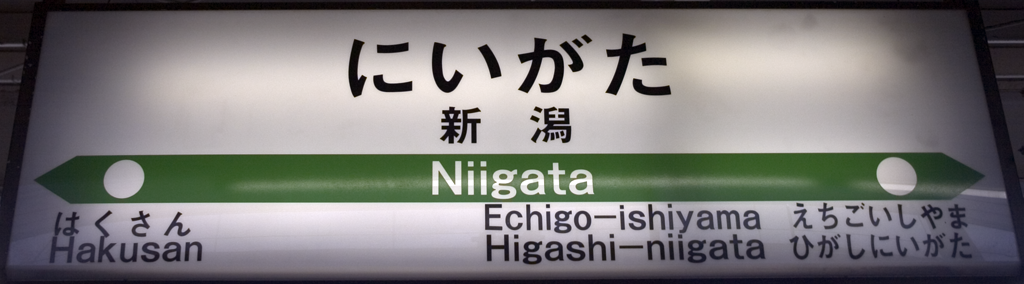
Niigata stationsbord

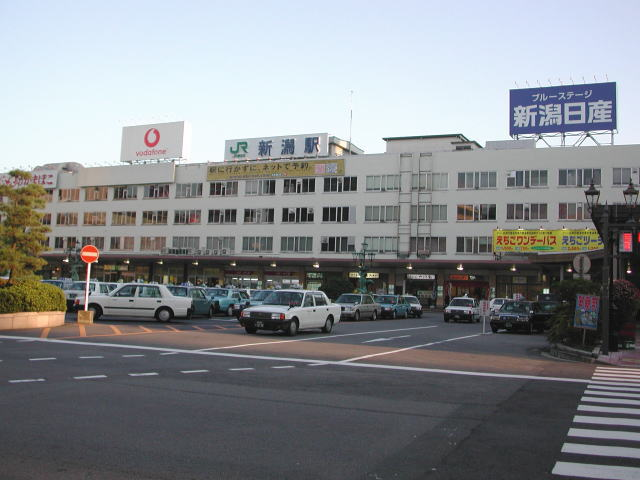
Station Niigata

### Spoorwegen
East Japan Railway Company heeft een aantal stations in de regio. Het grootste is het Station Niigata. Het bevindt zich in het centrum van Niigata, in het district Bandai. Dagelijks gebruiken circa 37.000 passagiers dit station. De Jōetsu Shinkansen loopt tussen Niigata en Tokio. Het Station Niigata bedient tevens de Shinetsu-lijn, Hakushin-lijn, Echigo-lijn, Uetsu-lijn en de westelijke Banetsu-lijn. Men kan van hieruit reizen naar Kanazawa, Toyama, Aomori, Akita en Sakata.
Tot eind jaren negentig kwamen ook de Niigata Kotsu Dentetsu-lijn en de Kambara Dentetsu-lijn in Niigata. Deze lijnen bestaan niet meer.

### Luchthaven
Niigata Airport ligt ongeveer 15km ten noorden van het centrum van Niigata.

## Toerisme

### Bezienswaardigheden
- Noordelijk Cultuurmuseum - een traditioneel Japans landhuis met 65 kamers, thans museum
- Toki Messe Observatiepunt - bovenste verdieping van de Toki Messe met 360° uitzicht over Niigata
- Niigata Historisch Museum "Minatopia" - historie en cultuur
- Oude Douanehuis - nationaal erfgoed uit 1869
- Niigata Aquarium "Marinepia Nihonkai" - 450 soorten zeedieren
- Hakusan Park en Hakusan Shrine - eerste stadspark (1873) met tempel
- Het voormalige prefecturale bestuursgebouw van Niigata - houten gebouw in gemengde Japanse- en westerse stijl; cultureel erfgoed
- Enkikan - gereconstrueerd landhuis uit de periode 1868-1912 met culturele demonstraties (Japanse theeceremonie, ikebana, haiku).
- Fukushima lagune - groot natuurgebied met veel, merendeels beschermde vogels
- Shirone Vlieger en Historisch Museum - 800 vliegers
- Tohoku Denryoku Big Swan Stadium - locatie van de 2002 FIFA Wereldbeker wedstrijden, het witte dak zou op een zwaan lijken
- Sakyu-kan - traditioneel Japans landhuis uit 1933
- Minato Inari-schrijn - een schrijn uit de Edoperiode
- Oude Sasakawa landhuis - landhuis uit 1826
- Niigata Museum voor Moderne kunst - Bonnard, Picasso, Redon, Yayoi Kusama en Tetsuzo Sato
- Bandaijima Museum voor Moderne kunst - naoorlogse kunst
- Nakano landhuis - landhuis van een Japanse oliebaron, nu museum, vooral bekend om prachtige natuur in de herfst

### Evenementen
- Niigata Manga Taisyo, een manga competitie
- Gataket, een tweemaandelijkse markt voor stripboeken

## Sport
De voetbalclub Albirex Niigata is afkomstig uit deze stad. Niigata was met het Denka Big Swan Stadium speelstad bij het WK voetbal 2002.

## Zustersteden
Niigata heeft vijf zustersteden:
- Galveston, Verenigde Staten, (28 januari 1965)
- Chabarovsk, Rusland (23 april 1965)
- Harbin, China (17 december 1979)
- Vladivostok, Rusland (28 februari 1991)
- Birobidzjan, Rusland

## Geboren
- Kunio Maekawa (1905-1986), architect
- Shinji Mizushima (1939-2022), mangaka
- Rumiko Takahashi (1957), mangaka
- Takeshi Obata (1969), mangaka
- Mai Nakamura (1979), zwemster
- Rina Sawayama (1990), Japans-Brits singer-songwriter en model